# Vík í Mýrdal
Vík í Mýrdal (in lingua islandese: Baia nella valle della palude ; vík= baia, í= in, dal=valle, mýr= palude) è una località islandese situata lungo la Hringvegur, la grande strada ad anello che contorna tutta l'isola, nella regione di Suðurland, la parte meridionale dell'Islanda. Qui si trova una stazione di servizio ed un piccolo ristorante, abbastanza frequentati data la distanza dagli altri centri della zona. L'insediamento più vicino si trova infatti a circa 70 km.
Si trova ai piedi del ghiacciaio Mýrdalsjökull, che copre la cima del vulcano Katla, il che la espone a rischi di inondazione nel caso di ripresa dell'attività eruttiva da parte del vulcano. Nei pressi di Vík si trovano importanti attrazioni turistiche, come Dyrhólaey e l'area ai piedi del monte Reynisfjall.
Il villaggio è l'insediamento abitato più meridionale dell'Islanda e l'unico villaggio situato sulla costa islandese che non ha un porto.

## Relazione con il vulcano Katla
Vík si trova subito a sud del ghiacciaio Mýrdalsjökull che a sua volta ricopre il vulcano attivo Katla. L'ultima vera eruzione del vulcano risale al 1918 e questo lungo periodo di inattività porta alcuni a ipotizzare che potrebbe presto attivarsi una nuova fase eruttiva. Il pericolo deriva soprattutto dalla fusione del ghiaccio soprastante il vulcano, che potrebbe innescare una jökulhlaup, la temibile inondazione da scioglimento glaciale che potrebbe anche cancellare il paese. La chiesa del villaggio, spostata sulla sommità di una vicina collina, viene considerata l'unico edificio che potrebbe sopravvivere a queste inondazioni.
Il villaggio può mettere a disposizione di turisti e studiosi circa 1400 stanze e tutti gli ospiti vengono messi al corrente dei rischi collegati al vulcano.
Il villaggio è stato ricoperto di cenere vulcanica durante l'eruzione dell'Eyjafjöll del 2010.

## Clima
Vík í Mýrdal ha una temperatura media di 5,3 °C, che è la più elevata di tutta l'Islanda.
Come molte località costiere, Vík ha un clima subpolare oceanico classificato Cfc nella classificazione dei climi di Köppen, quindi con inverni freddi, ma non rigidi e estati corte e fresche. I suoi inverni sono tra i più miti dell'Islanda, con una media giornaliera attorno a 4 °C. Questa situazione deriva dal fatto che il villaggio risente degli effetti della corrente del Golfo, che però oltre a mitigare la temperatura lo rendono anche la più umida località costiera dell'Islanda, con un livello di precipitazioni di 2.250 mm all'anno. Questo valore è il triplo della piovosità della capitale Reykjavík, e cinque volte quello di Akureyri, situato sulla costa settentrionale dell'isola. Si tratta di un valore molto superiore a quello che sarebbe normalmente da attendersi in base alla sua latitudine.

## Reynishverfi

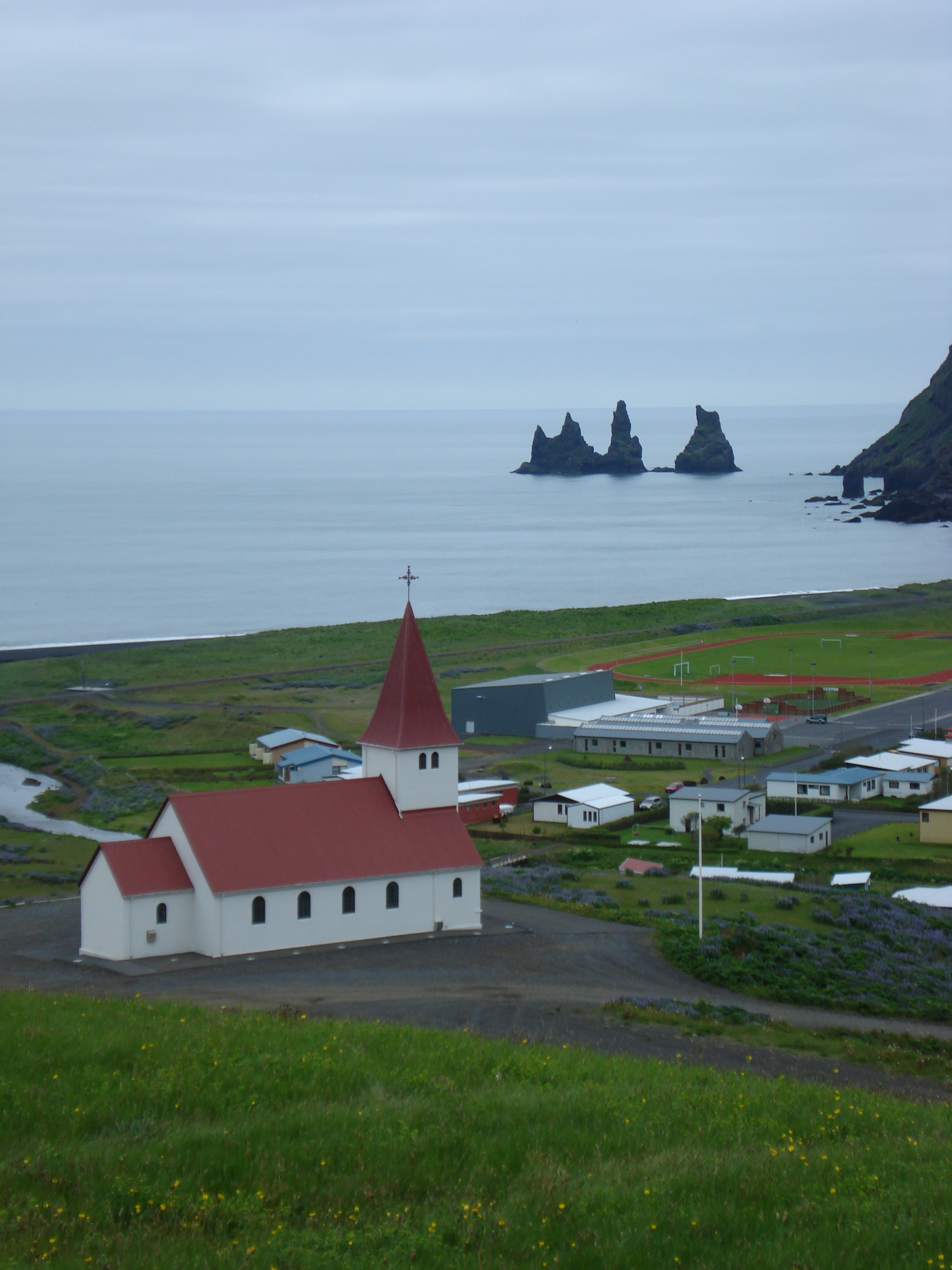
Reynisdrangar

Il gruppo di fattorie sotto l'estremità occidentale del Reynisfjall viene chiamato Reynishverfi. La strada Reynishverfisvegur [215] va dalla Hringvegur fino alla spiaggia Reynisfjara a Garðar. Reynir è una fattoria che risale ai primi insediamenti in Islanda, sulla quale vi furono rivendicazioni da parte di Reyni-Björn, proveniente da Valdres in Norvegia, i cui possedimenti si estendevano da Kerlingardaisá a Hafursá. La prima chiesa di Reynir secondo il registro ecclesiastico risale al 1200. Nel 1897 la chiesa fu spostata a sud. Guidando da Reynir verso il mare si vede il vecchio cimitero di Reynir sulla destra. Tra le persone che riposano qui c'è il medico e naturalista Sveinn Pálsson (1762-1840) da Suður Vík, famoso per i suoi studi sui ghiacciai islandesi e primo medico del villaggio.

### Reynisfjara
La parte occidentale delle scogliere del Reynisfjall lungo la spiaggia di Reynisfjara ospita molti uccelli marini, in particolare pulcinelle di mare, che scavano nidi poco profondi nella spiaggia durante la stagione di nidificazione.

### Reynisdrangar
A breve distanza dalla riva si trovano i faraglioni di Reynisdrangar. Gli scogli di roccia basaltica rappresentano i resti di una costa una volta di più ampia, erosa nel tempo dall'Atlantico che è particolarmente aggressivo in quest'area. Secondo la leggenda, invece, due troll avevano tentato di portare a riva il loro veliero a tre alberi, ma l'alba li raggiunse prima che potessero mettersi al sicuro in montagna, trasformando entrambi i giganti e la nave in pietra. I faraglioni sono chiamati individualmente come Skessudrangur, Langhamar e Landdrangur.

### Hálsanefshellir
Al vertice sud-ovest di Reynisfjall ci sono formazioni di colonne basaltiche che si estendono verso est lungo la costa, formando una grande caverna a volta chiamata Hálsanefshellir, uno dei monumenti naturali più famosi del paese.

### Hellnaskagi
Hellnaskagi è il nome di un cordone in arenaria, coperto di vegetazione, ad ovest di Garðar. Qui si trovano anche le rovine dalla fattoria Hellnar, abbandonata durante il primo decennio del XX secolo. Nella zona ci sono anche alcune grotte, alcune scavate dal mare, altre dall'uomo. La grotta più conosciuta è chiamata Baðstofuhellir e fu occupata dal reverendo Jón Steingrímsson durante il primo inverno del pastore a Mýrdalur nel 1755. Si rese famoso per il suo sermone che secondo la credenza fermò il flusso di lava dell'eruzione del Laki nel 1783. Altre grotte famose sono Heyhellir e Sönghellir. Grænkerluhellir si ritiene essere la casa del "popolo nascosto" o delle fate, mentre Hestatröð è la grotta più grande, con i suoi 18 m di lunghezza.

## Media
Alcune scene della settima stagione de Il Trono di Spade e della quinta stagione di Vikings sono state girate a Reynisfjara.
Il video musicale di Justin Bieber I'll Show You e di Marco Mengoni Ti ho voluto bene veramente sono stati girati in varie località islandesi tra cui anche Reynisfjara e Vík í Mýrdal. Anche il video musicale di Avril Lavigne per il singolo Head Above Water è stato girato interamente a Vík í Mýrdal.
Sempre a Vík è ambientata la serie islandese Katla prodotta nel 2021 da Netflix.

## Galleria d'immagini

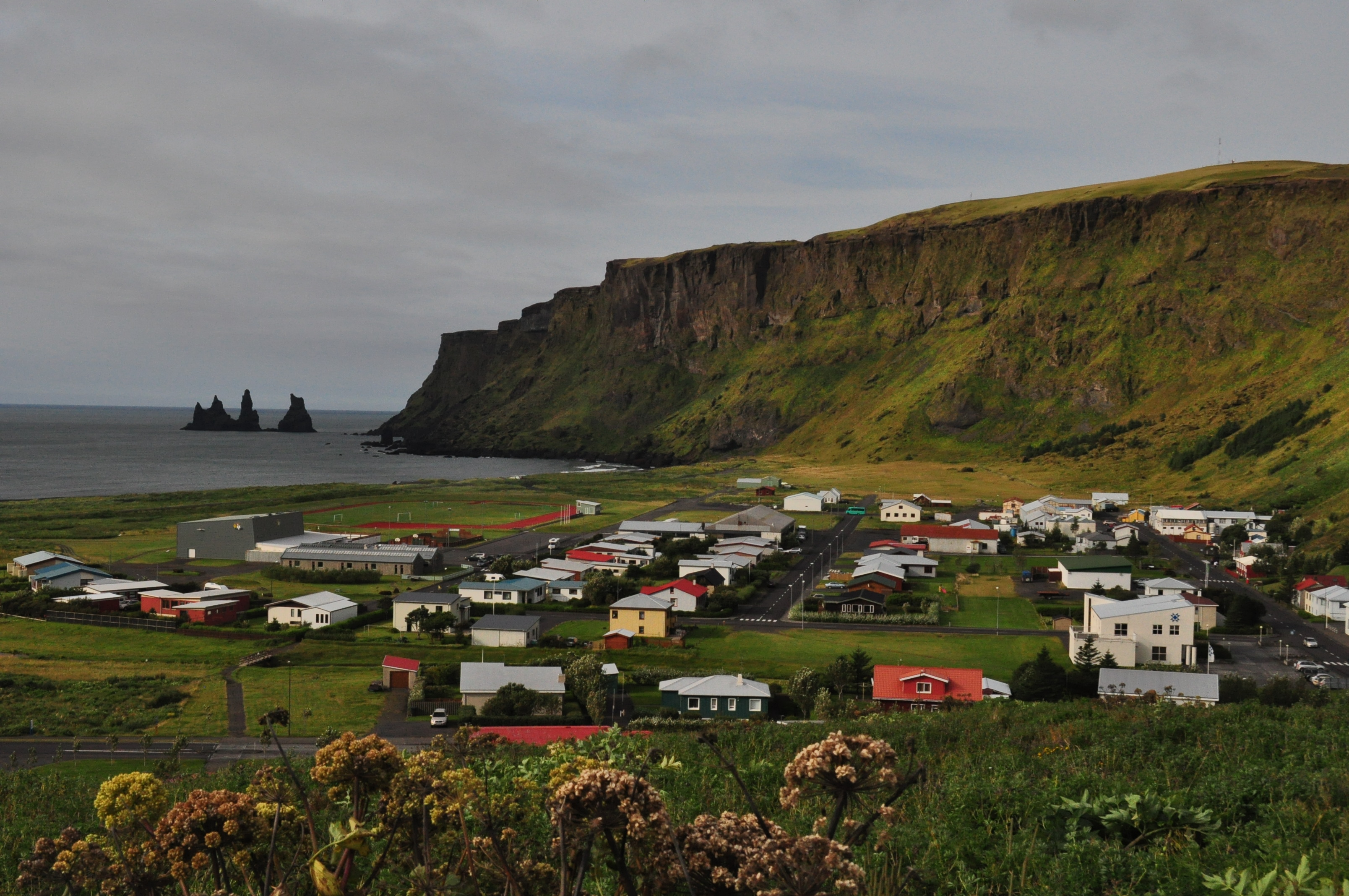
Panorama di Vík í Mýrdal.
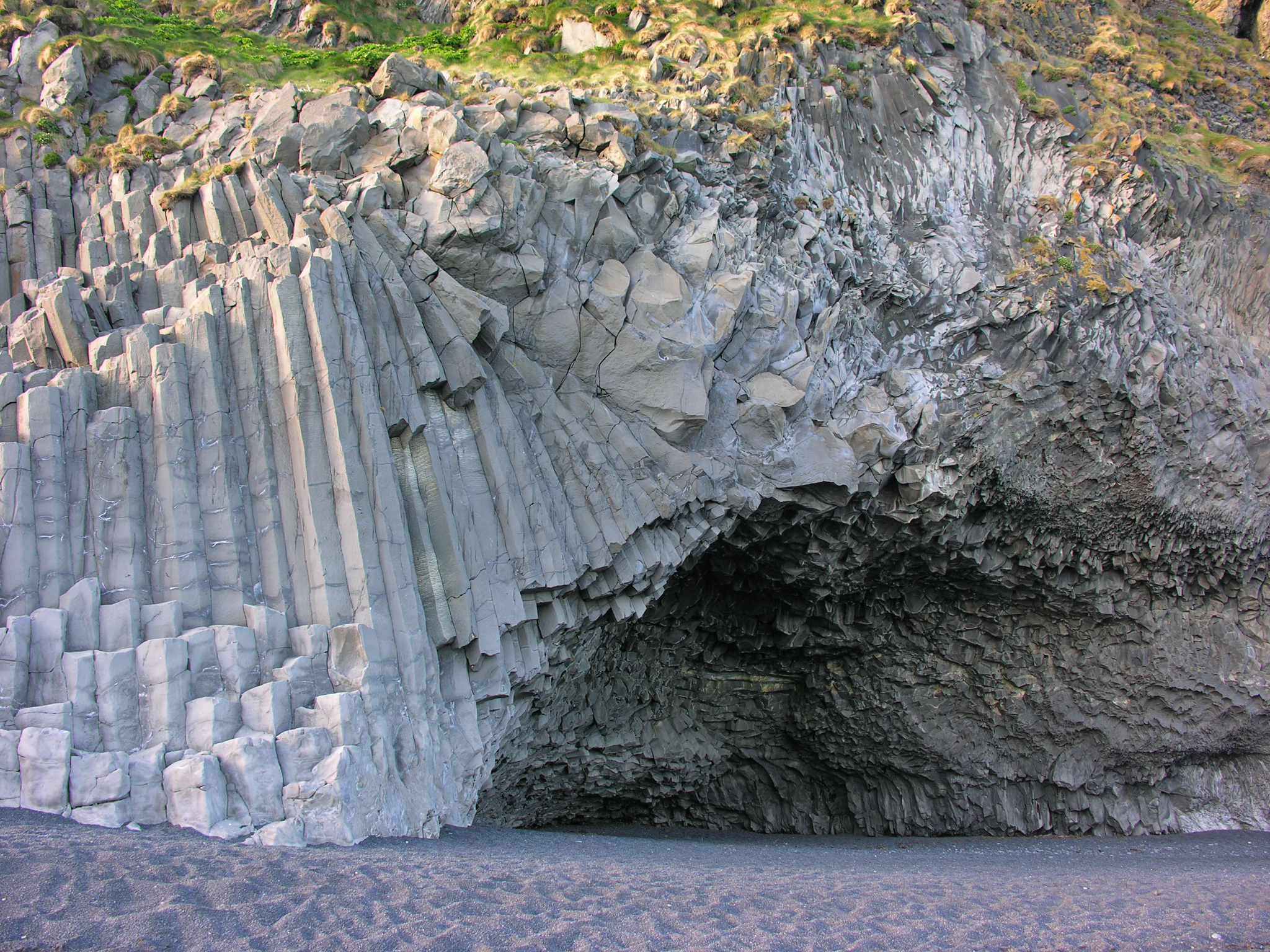
Le colonne basaltiche di Hálsanefshellir.
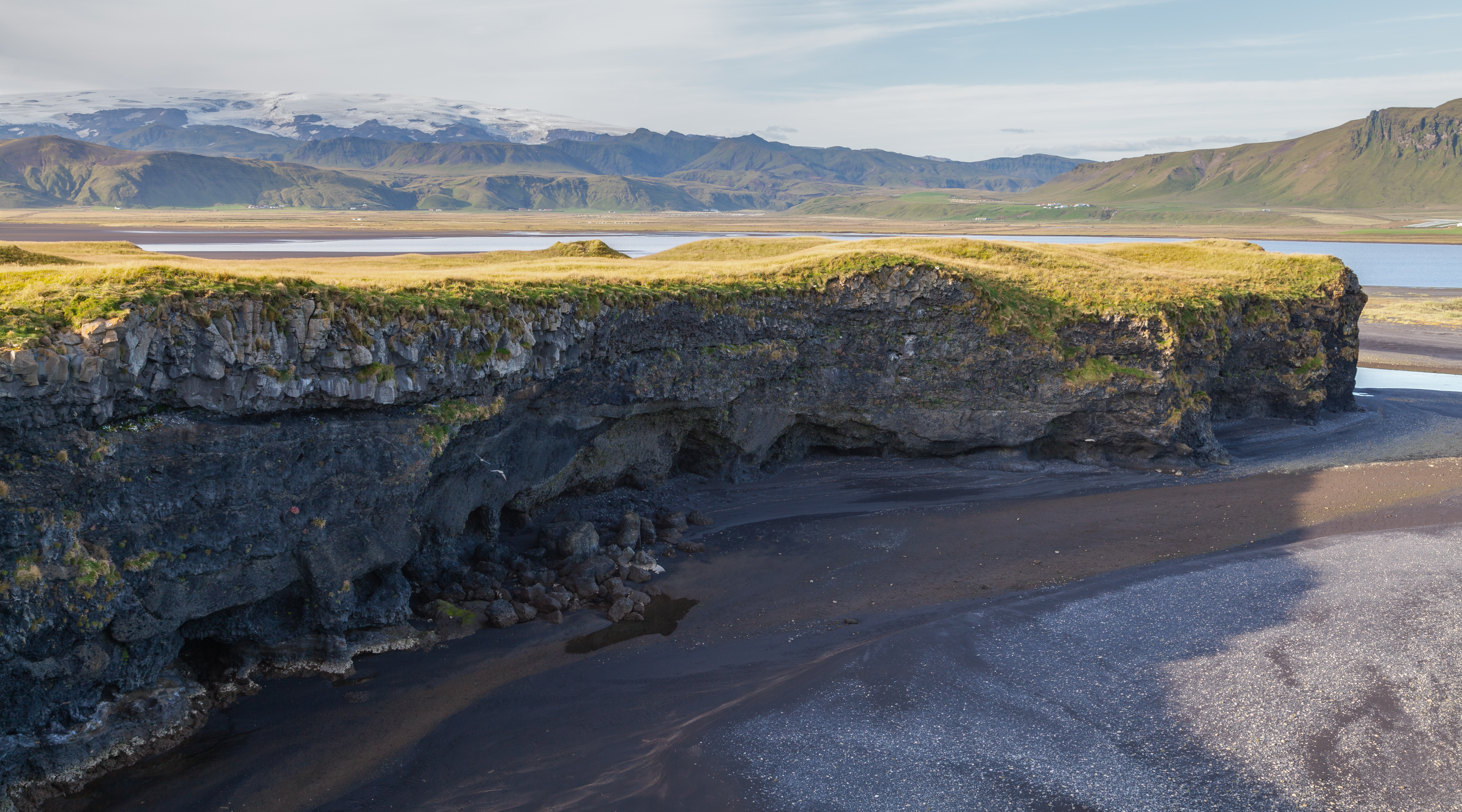
La spiaggia nera di Reynisfjara.
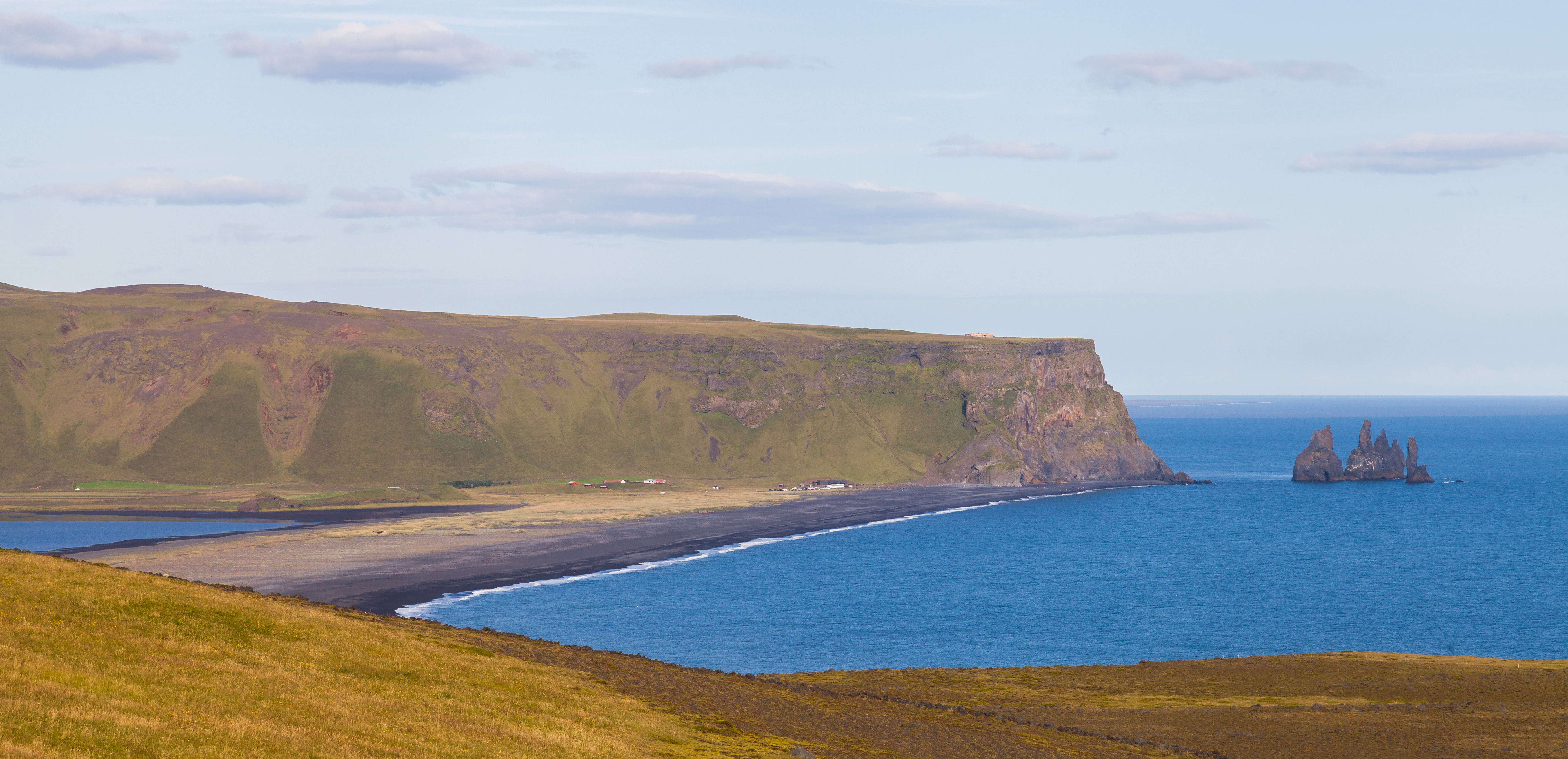
La spiaggia di Reynisfjara.